# Rainer Pollack
Rainer Pollack (* 28. August 1970 in Hausach) war von September 2017 bis Juli 2025 kaufmännischer Direktor und Vorstand des Goethe-Instituts. Ab August 2025 ist er Gemeindeschreiber der Munizipalgemeinde Riederalp (Ried-Mörel, Riederalp, Greich, Goppisberg) im Kanton Wallis/Schweiz.

## Werdegang
Rainer Pollack absolvierte nach dem Abitur ein berufsbegleitendes Studium für den gehobenen Verwaltungsdienst des Landes Baden-Württemberg bei der Stadtverwaltung Hausach und dem Landratsamt Ortenaukreis und studierte an der Hochschule für öffentliche Verwaltung Kehl. Im Jahr 1994 schloss er sein Studium als Diplom-Verwaltungswirt ab. Von 1994 bis 2001 war er im Kreisrevisionsamt des Landkreises Erding tätig. 2001 wechselte er in die Interne Revision der Generalverwaltung der Max-Planck-Gesellschaft zur Förderung der Wissenschaften e.V. (MPG) in München. 2003–2009 war er in der Finanzabteilung der MPG für den Gesamthaushaltsvollzug und Controlling zuständig, 2009–2017 als Abteilungsleiter Zentrale Dienste. Seit dem 1. September 2017 ist Rainer Pollack Mitglied des zweiköpfigen weltweiten Vorstands und kaufmännischer Direktor des Goethe-Instituts e.V. In der Präsidiumssitzung am 23. Juni 2021 wurde Rainer Pollack einstimmig für weitere fünf Jahre im Amt bestätigt.

## Privates
Rainer Pollack ist ein begeisterter Bergsteiger und Tourengeher. Bereits seit seiner Kindheit ist er aktiv im Deutschen Alpenverein (DAV), in dem er bereits in verschiedenen Positionen (Schatzmeister DAV-Sektion Alpenkranzl Erding, DAV-Jugendleiter, DAV-Wanderleiter) ehrenamtlich tätig war und ist. Von 2003 bis 2008 war Rainer Pollack Vizepräsident des DAV für Finanzen, zuvor war er für vier Jahre stellvertretender Bundesjugendleiter der Jugendorganisation des DAV.
Darüber hinaus gehört Rainer Pollack als Gründungsmitglied dem Förderverein Alpines Museum in München an, dessen erster stellvertretender Vorsitzender er von 2019 – Oktober 2021 war.
Rainer Pollack ist verheiratet und hat zwei Kinder.

## Veröffentlichungen
- Rainer Pollack (Hrsg. und Autor). 4 Bücher „Ansichten aus den Hohen Tauern“ – Band 1: „Von Huben nach Windisch-Matrei und zum Schloss Weißenstein“, Band 2: „Durch das Tauern- und Frosnitztal und zum Matreier Tauernhaus“, Band 3: „Vom Matreier Tauernhaus über den Felbertauern nach Mittersill“, Band 4: „Vom Matreier Tauernhaus übers Gschlöss auf den Großvenediger“ (jeweils 270 – 300 Seiten). 2025.
- Rainer Pollack. Konzeption und Gestaltung von 7 großformatigen Schautafeln für den Themenweg im Nationalpark Hohe Tauern in Osttirol/Österreich „Auf den Spuren der Felbertauern-Samer – Der Themenweg vom Matreier Tauernhaus (1512 m) über das Zirbenkreuz, den Göttlestein, den Alten Tauern und den Weinbichl zur St. Pöltner Hütte am Felbertauern (2481 m)“ 2024.
- Andreas Brugger (Hrsg.): Sebastian Berger und Rainer Pollack: “Getaura Genusskuchl, Band I” und “Getaura Genusskuchl, Band II”. Matrei in Osttirol. 2014 und 2015.
- Andreas Brugger (Hrsg.): Rainer Pollack: 1207 – 2012 / 805 Jahre Matreier Tauernhaus – Hospiz unterm Felbertauern
- ARGE Gschlöss (Hrsg.): Rainer Pollack (Text, Layout) und Michael Forster (Grafiken): Von Sami, dem Norikerpferd und seinen Freunden (Mal- und Vorlesebuch). 2011.
- Rainer Pollack. Gegen Intoleranz und Hass. Die Auseinandersetzung des Deutschen Alpenvereins mit dem dunkelsten Teil seiner Geschichte, in: Friederike Kaiser, Nicholas Mailänder (Red.). Aufwärts! Berge, Begeisterung und der Deutsche Alpenverein 1945–2007. München 2008, 62–67[5][6]
- Rainer Pollack. „Über Hofrat Pichl“. Erding 2002. Dokumentation für die JDAV.
- Geschichte und Schicksal der "Schutzhütte am Hochgruberkees – Mainzer/Schwarzenberg-Hütte" von Rainer Pollack, Vizepräsident des DAV (2002)[7]
- Ulrike Seifert und Rainer Pollack: Pasta, Pudding, Pulverschnee – probieren erlaubt. Ein Gruppenkochbuch. JDAV 2000, 91 Seiten.
- Otto Brugger (Hrsg.): Rainer Pollack: Der Felbertauern und das Matreier Tauernhaus. Die „Gastschwaig unterm Tauern“. Brugger, Hausach / Matrei 1991
- Rainer Pollack: Tauernhaus Spital – Spital in der Felben. Hausach/Mittersill/1990.
- Deutscher Alpenverein (Herausgeber), Friederike Kaiser (Herausgeber), Nicholas Mailänder (Herausgeber): Aufwärts! Berge, Begeisterung und der Deutsche Alpenverein 1945 bis 2007: Begleitbuch zur Ausstellung im Alpinen Museum des Deutschen Alpenvereins Taschenbuch. 1. Juli 2007.